# Список прем'єр-міністрів Іраку
Це список прем'єр-міністрів Іраку.

## Список

### Мандат Великої Британії
- Абдуррахман аль-Гайдарі аль-Гайлані — 11 листопада 1920 — 20 листопада 1922
- Абд аль-Мухсін ас-Саадун — 20.11.1922 — 22.11.1923
- Джафар аль-Аскарі — 22.11.1923 — 2.8.1924
- Ясін аль-Хашимі — 2.8.1924 — 26.6.1925
- Абд аль-Мухсін ас-Саадун — 26.6.1925 — 21.11.1926 (вдруге)
- Джафар аль-Аскарі — 21.11.1926 — 11.1.1928 (вдруге)
- Абд аль-Мухсін ас-Саадун — 11.1.1928 — 28.4.1929 (втретє)
- Сулейман Тауфік ас-Сувейді — 28.4. — 19.9.1929
- Абд аль-Мухсін ас-Саадун — 19.9. — 13.11.1929 (вчетверте)
- Ібрагім Наджі ас-Сувейді — 13.11.1929 — 23.3.1930
- Нурі аль-Саїд — 23 березня 1930 — 3 листопада 1932

### НезалежнеКоролівство Ірак
- Наджі Шавкат — 3 листопада 1932 — 20 березня 1933
- Рашид Алі аль-Гайлані — 20 березня — 9 листопада 1933
- Джаміль аль-Мідафаї — 1933—1934
- Алі Джавдат аль-Айюбі — 1934—1935
- Джаміль аль-Мідафаї — 1935
- Ясін аль-Хашимі — 1935—1936
- Хікмет Сулейман — 1936—1937
- Джаміль аль-Мідафаї — 1937—1938 (втретє)
- Нурі аль-Саїд — 1938—1940 (вдруге)
- Рашид Алі аль-Гайлані — 1940—1941 (вдруге)
- Таха аль-Хашимі — 3 лютого — 13 квітня 1941
- Рашид Алі аль-Гайлані — 13 квітня — 30 травня 1941 (втретє)
- Джаміль аль-Мідафаї — 4 червня — 10 жовтня 1941
- Нурі аль-Саїд — 10.10.1941 — 4.6.1944 (втретє)
- Хамді аль-Баджаджі — 4.6.1944 — 23.2.1946
- Сулейман Тауфік ас-Сувейді — 23.2. — 1.6.1946 (вдруге)
- Аршад аль-Умарі — 1.6.- 21.11.1946
- Нурі аль-Саїд — 21.11.1946 — 29.3.1947 (вчетверте)
- Саїд Салех Джабр — 29.3.1947 — 29.1.1948
- Саїд Мухаммад ас-Садр — 29.1. — 26.6.1948
- Музахім аль-Баджаджі — 26.6.1948 — 6.1.1949
- Нурі аль-Саїд — 6.1. — 10.12.1949 (вп'яте)
- Алі Джавдат аль-Айюбі — 10.12.1949 — 5.2.1950 (вдруге)
- Сулейман Тауфік ас-Сувейді — 5 лютого — 15 вересня 1950 (втретє)
- Нурі аль-Саїд — 15.9.1950 — 12.7.1952 (ушосте)
- Мустафа Махмуд аль-Умарі — 12 липня — 23 листопада 1952
- Нуреддін Махмуд — 23.11.1952 — 29.1.1953
- Джаміль аль-Мідафаї — 29.1. — 17.9.1953 (вп'яте)
- Мухаммад Фадхель аль-Джамалі — 17.9.1953 — 29.4.1954
- Аршад аль-Умарі — 29 квітня — 4 серпня 1954 (вдруге)
- Нурі аль-Саїд — 4.8.1954 — 20.6.1957 (усьоме)
- Алі Джавдат аль-Айюбі — 20 червня — 15 грудня 1957 (втретє)
- Абдул-Вахаб Мірджан — 15.12.1957 — 3.3.1958
- Нурі аль-Саїд — 3 березня — 18 травня 1958 (увосьме)
- Ахмад Мухтар Бабан — 18 травня — 14 липня 1958

### Іракська Республіка
- Абдель Керім Касем — 14 липня 1958—1963
- Ахмед Хасан аль-Бакр — 8 лютого — 18 листопада 1963
- Тахір Ях'я — 20.11.1963 — 6.9.1965
- Ареф Абдул Раззак — 6 — 16.9.1965
- Абдель Рахман аль-Баззаз — 21.9.1965 — 9 серпня 1966
- Наджі Таліб — 9.8.1966 — 10.5.1967
- Абдель Рахман Ареф — 10.5. — 10.7.1967
- Тахір Ях'я — 10 липня 1967 — 14 липня 1968 (вдруге)
- Абд ар-Раззак ан-Наїф — 14 — 30.7.1968
- Ахмед Хасан аль-Бакр — 31 липня 1968 — 16 липня 1979 (вдруге)
- Саддам Хусейн — 16 липня 1979 — 23 березня 1991
- Саадун Хаммаді — 23 березня — 13 вересня 1991
- Мухаммед Хамза аз-Зубейді — 16 вересня 1991 — 5 вересня 1993
- Ахмед Хусейн ас-Самарраї — 5 вересня 1993 — 29 травня 1994
- Саддам Хусейн — 29 травня 1994 — 9 квітня 2003 (вдруге)

### Окупаційна адміністрація США
- Джей Гарнер — 21 квітня — 12 травня 2003
- Пол Бремер — 12 травня 2003 — 28 червня 2004

### Іракська Республіка
- Айяд Аллауї — 28 червня 2004 — 7 квітня 2005
- Ібрагім аль-Джаафарі — 2005—2006
- Нурі аль-Малікі — 2006—2014
- Хайдер аль-Абаді — 2014 — 25.10.2018
- Аділь Абдул-Махді — 25.10.2018 — 6.5.2020
- Мустафа аль-Казимі — з 6.5.2020